# 達拉斯管樂團
達拉斯管樂團（英語：Dallas Wind Symphony，縮寫DWS），美國德克薩斯州達拉斯市的一個職業管樂團。

## 概要
達拉斯管樂團由金姆·坎貝爾和南方衛理公會大學音樂教授侯活·鄧恩於1985年所創立。它是由當地音樂家（大部份是音樂教師以及樂團指揮）所組成，並且是在學期中練習，就如同他們在學時的時候練習管樂合奏。
在1990年2月6日，達拉斯管樂團在達拉斯麥耶生交響樂中心首次登場。達拉斯管樂團第一個樂季是在南方衛理公會大學（Southern Methodist University）的卡魯夫堂（Caruth Auditorium）開始，
弗雷德里克·芬奈爾從1990年代中期擔任過達拉斯管樂團的客席指揮，直到他2004年去世。
1991年，侯活·鄧恩教授去世，達拉斯管樂團積極的找尋新的藝術總監。在1993年，德克薩斯州大學奧斯汀分校的樂團指揮傑利·鍾健被任命為達拉斯管樂團藝術總監及指揮。
達拉斯管樂團在1991年錄製了12張唱片，演奏極為精確，勘稱為示範錄音，其中10張被製成高清晰度唱片，樂團的《Trittico》和《Testament》唱片是當時世上第一批高清晰度唱片。
達拉斯管樂團所演奏的片段時常在美國NPR的《今日演奏》節目中聽到。
達拉斯管樂團與東京佼成管樂團也被視為世界上知名的管樂團。

## 外部連結
- 達拉斯管樂團官方網頁 （页面存档备份，存于）